# Wilhelm Bröckel
Wilhelm Bröckel (* 23. August 1887 in Riedlingen; † 1957) war ein deutscher Bank- und Verbandsdirektor.

## Werdegang
Bröckel absolvierte zwischen 1902 und 1905 in seiner Geburtsstadt Riedlingen eine Banklehre. Er fand dann Anstellung bei der Gewerbebank Ulm. 1912 wurde er deren Bevollmächtigter und rückte während der Kriegsjahre zum stellvertretenden Vorstandsmitglied auf. Zugleich war er Sachbearbeiter für die Zentralkasse Württembergischer Volksbanken.
Als die Zentralkasse 1925 ihren Sitz nach Stuttgart verlegte, wurde Bröckel dort Vorstandsmitglied. Zugleich wurde er stellvertretender Verbandsdirektor des Revisionsverbandes württembergischer Kreditgenossenschaften. Nach dessen Fusion übernahm er 1939 als Verbandsdirektor die Leitung des neu geschaffenen Württembergischen Genossenschaftsverbandes (Schulze-Delitzsch) und wurde Mitglied des Verbandsausschusses des Deutschen Genossenschaftsverbandes (Schulze-Delitzsch).
Daneben war Bröckel Mitglied verschiedener Aufsichtsräte: bei der Bausparkasse der deutschen Volksbanken, beim Deutschen Genossenschafts-Verlag, bei der Württembergischen Hypothekenbank, der Württembergischen Finanz AG, der Gemeinnützigen Württembergischen Wohnungsgesellschaft und beim Stuttgarter Kassenverein Wertpapiersammelbank. Zudem war er Mitglied des Börsenvorstandes der Börse Wertpapierbörse Stuttgart.

## Ehrungen
- 1952: Verdienstkreuz (Steckkreuz) der Bundesrepublik Deutschland